# Machaeropteris ceramina
Machaeropteris ceramina är en fjärilsart som beskrevs av Edward Meyrick 1911. Machaeropteris ceramina ingår i släktet Machaeropteris och familjen äkta malar.
Artens utbredningsområde är Sri Lanka. Inga underarter finns listade i Catalogue of Life.